# Рандское восстание
Рандское восстание (Витватерсрандское восстание, англ. Rand Rebellion, африк. Rand-rebellie; также известно как «Красное восстание» и забастовка 1922 года) — стачка белых шахтёров, переросшая в вооружённое выступление в трансваальском регионе Витватерсранд в Южно-Африканском Союзе в марте 1922 года, вызванная усиленной эксплуатацией горняков работодателями. Одним из лидеров забастовки был видный деятель Лейбористской партии Джимми Грин.
Вслед за падением мировых цен на золото с 130 шиллингов за тройскую унцию в 1919 году до 95 в декабре 1921-го компании пытались сохранить прежние прибыли за счёт снижения заработной платы и ослабления цветового барьера, чтобы заменить на ряде полуквалифицированных работ белых, получавших 20 шиллингов в день, низкооплачиваемыми чёрными шахтёрами, которым платили всего 3 шиллинга. Политика компаний и Горной палаты представляла угрозу увольнения для 4 тысяч человек.

## История
Многие африканеры, бывшие прежде мелкими фермерами, разорившись после англо-бурской войны и интернирования в концентрационных лагерях, отправились работать на прииски; при этом к квалифицированной шахтёрской работе чернокожих не подпускали вообще. С началом Первой мировой войны вместе с ростом спроса на золото стабильно росли и зарплаты: за четыре года боевых действий золотодобытчики стали получать на 30 % больше по сравнению с 1913 годом, — однако после их окончания сократились цены на золото, а вслед за ними и готовность владельцев золотодобывающей индустрии поддерживать высокий уровень оплаты труда.
Восстание началось как забастовка белых горняков 28 декабря 1921 года. В стачке с 8 января 1922 участвовали 24 тысяч человек. Она продлилась свыше 2 месяцев и быстро переросла в открытое вооружённое восстание против государства, начавшееся 6 марта 1922 года. В Ранде организовывались отряды, которые приобрели характер самостоятельной политической силы. Впоследствии вооружённые рабочие захватили города Бенони и Бракпан, а также пригороды Йоханнесбурга Фордсбург и Йеппе, штурмовали тамошние городской почтамт и электростанцию. В Брикстоне полторы тысячи повстанцев осадили полицейский участок, припасы для гарнизона которого сбрасывали с самолетов. Стачечники распевали «Марсельезу», социалистический гимн английских лейбористов «Красное знамя» и старинный гимн Трансваальской республики «Фолькслид».
Молодая Коммунистическая партия Южной Африки (КПЮА), как и синдикалисты и левые лейбористы, принимали активное участие в восстании на основании классовой борьбы, но в то же время выступали за создание Советов и республики советского типа, как и против расистских аспектов забастовки. Последние нашли своё отображение в брошенном правой африканерской Национальной партией (НП) «оригинальном» лозунге: «Рабочие мира, объединяйтесь… и сражайтесь за белую Южную Африку!» («Пролетарии всех стран, соединяйтесь! Боритесь за белую Южную Африку!»). Расистские настроения среди белых, преимущественно бурских, рабочих выливались в драки с коллегами-африканцами (воспринимаемыми как штрейкбрехеры — хотя их даже не пытались вовлечь в стачку) и несколько погромов против чёрного населения.
Премьер-министр Ян Смэтс сперва рассчитывал, используя забастовщиков как рычаг давления и имея перед собой пример Ирландии, выторговать у Лондона больше полномочий, но, как и большая часть африканерской верхушки, опасался перспективы экспроприаций и социалистической революции. В итоге он подавил восстание с помощью стянутых к району рудников 20 000 солдат, артиллерии, бронетехники и самолётов-бомбардировщиков, а также большого количества вооружённых фермеров. 10 марта эти силы были брошены против бастующих. К этому времени повстанцы окопались на площади Фордсбург, и когда правительственная авиация попыталась их бомбить, то промахнулась и поразила местную церковь. Однако армейские обстрелы наконец одолели сопротивление восставших. Важную роль в подавлении восстания сыграл вклад подполковника Лливеллина Андерссона в создание Сил обороны Союза.
В конечном итоге восстание было подавлено «значительной военной мощью и ценой более 200 жизней». 16-18 марта 1922 года рабочих окончательно разгромили. Были арестованы 5000 человек, свыше 1400 из них вынесли приговоры. 4 осуждённых повесили (ещё один лидер восставших — командир красного коммандо Бракпана Джон Гарсворти — тоже был осуждён на смерть, но позже помилован). Ряд коммунистов и синдикалистов были убиты, когда восстание было подавлено силами обороны Союза; чтобы избежать расправы, классовые лидеры забастовки — коммунисты Перси Фишер и Гарри Спендифф — покончили с собой.

## Результаты
Правительство и официозная пресса объявили случившееся происками московских коммунистов и «дьявольской работой всё того же кремлёвского автократа Ленина». 13 февраля премьер Смэтс заявил: «Эти „красные“ завершили подготовку к революционному восстанию в соответствии с известными русскими принципами кровожадности и красного террора. Мы стали свидетелями такого отвратительного карнавала диких беспорядков, хладнокровной бойни и варварского насилия, о каком и думать не мог ни один добропорядочный южноафриканец».
Действия Смэтса вызвали ответную политическую реакцию, и на парламентских выборах 1924 года его Южноафриканская партия проиграла коалиции Национальной и Лейбористской партии. Они приняли Закон 1924 года о промышленном примирении, Закон 1925 года о заработной плате и Закон 1926 года о внесении поправок в Закон о шахтах и предприятиях, которые признали белые профсоюзы и закрепили цветной барьер.
Советский журнал «Международная жизнь» утверждал, что Национальная партия в 1922 году вновь предала повстанцев, как и во время бурского восстания 1914 года, однако сумела воспользоваться итогами: «…Рабочие были использованы националистами-республиканцами из туземной [бурской] буржуазии в своих политических целях. Но когда повстанцы подняли красный флаг, то все союзники из буржуазных националистов помогали подавить восстание». Лидер КПЮА Сидней Персивал Бантинг уточнял: «Руководство НП представляло собой реакционный класс землевладельцев, не заинтересованный в защите рабочих. Оно заигрывало с рабочими, когда казалось, что стачка сулит возможность продвинуться к республике. А когда шансов на победу не стало, руководство НП бросило рабочих на произвол судьбы. НП никогда не ставила целью свержение существующего строя. Её целью было пробраться к власти, и знамя „свободы“, которое она поднимала, было только для европейцев, предпочтительно африканеров». По указанию Коминтерна южноафриканская компартия после событий 1922 года изменила свое отношение к белому рабочему классу и цветному барьеру, приняв новую политику «туземной республики».

## В популярной культуре
Об этой странице истории Южной Африки рассказывает телесериал из 8 эпизодов под названием 1922, выпущенный SABC в 1984 году.